# Crystal Palace (gebouw)

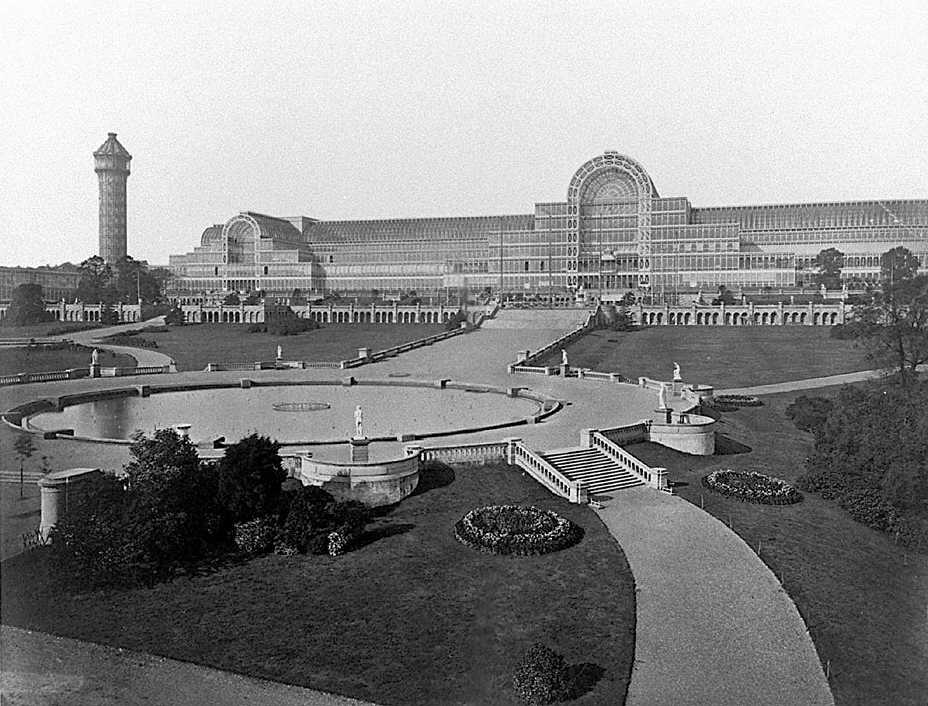
Crystal Palace (1854)

Crystal Palace was een door kassenbouwer Joseph Paxton ontworpen gebouw voor de wereldtentoonstelling van 1851 in Hyde Park (Londen). Het was gebouwd in victoriaanse stijl en bestond uit hout, gietijzer en glassegmenten (84.000 m²). Het Crystal Palace was hierdoor vrijwel doorzichtig, voor die tijd een buitengewoon bijzondere bouwstijl. Het had de afmetingen van 564 bij 124 m en een totaaloppervlakte van 92.000 m². Het hoogste punt bedroeg 39 m. De constructie was mogelijk gemaakt door de industriële revolutie en de vooruitgang in de metaalproductie.
Na de wereldtentoonstelling werd het gehele gebouw verplaatst naar Sydenham Hill en uitgebreid (615 bij 150 m). Het originele Crystal Palace kostte £79.800 en werd door 2000 arbeiders in acht maanden tijd gebouwd, echter, de herbouw en uitbreiding kostte £1.300.000. In 1860 brandde een deel van het gebouw af en op 30 november 1936 brandde het volledig uit. Crystal Palace is daarna nooit meer herbouwd. In 2013 waren er even plannen van een Chinese groep die het Crystal Palace wilde herbouwen. Met de bouw zou pas ten vroegste in 2015 begonnen worden. In maart 2015 verliep evenwel de concessie en stierf het project een stille dood.

## Wetenswaardigheden
- Crystal Palace trok ruim 6.200.000 bezoekers (in zes maanden tijd).
- Joseph Paxton kreeg van koningin Victoria de titel Sir.
- In New York werd ook een Crystal Palace gebouwd voor de wereldtentoonstelling van 1853.
- De voetbalclub Crystal Palace FC speelde ooit vlak bij de locatie waar het gebouw stond in de wijk Crystal Palace in Londen.
- In Amsterdam werd het Paleis voor Volksvlijt gebouwd naar model van het Crystal Palace. In 1929 werd ook dit gebouw door brand verwoest.
- In München werd in navolging van het Crystal Palace in 1854 het 234 m lange, 67 m brede en 25 m hoge Münchner Glaspalast gebouwd. Aanvankelijk werd dit voor industriële tentoonstellingen gebruikt, maar vanaf 1889 vrijwel uitsluitend nog voor kunstexposities (ook verkooptentoonstellingen). Op 6 juni 1931 werd het door brand geheel verwoest. Als vervanger daarvan werd in 1937 het Haus der Kunst gebouwd.
- Het Paul-Henri Spaak-gebouw in de Leopoldruimte in Brussel is naar het model van het Crystal Palace gebouwd.